# Міністерство України у справах сім'ї, молоді та спорту
Міністе́рство Украї́ни у спра́вах сім'ї́, мо́лоді та спо́рту — колишній центральний орган виконавчої влади України. 9 грудня 2010 року міністерство реорганізоване в Міністерство освіти і науки, молоді та спорту України.

## Історія
У липні 1996 року на базі Міністерства України у справах сім'ї, молоді і спорту, Комітету у справах неповнолітніх Кабінету Міністрів України, Комітету у справах жінок, материнства і дитинства при Президентові України Указом Президента України було утворено Міністерство України у справах сім'ї та молоді; після ряду реорганізацій з 1999 року — Державний комітет України у справах сім'ї та молоді, 2000 року — Державний комітет молодіжної політики, спорту і туризму України.
Указом Президента України від 22 листопада 2001 року № 1132 з метою здійснення ефективної цілісної державної соціальної політики, спрямованої на поліпшення становища сімей, молоді та дітей, відновлено діяльність Державного Комітету України у справах сім'ї та молоді, який діє відповідно до Положення, затвердженого Указом Президента України від 15 квітня 2002 року № 340.
З метою підвищення ефективності реалізації основних завдань державної політики України з питань сім'ї, дітей та молоді, конституційного обов'язку держави щодо охорони сім'ї, дитинства, материнства і батьківства, забезпечення соціального становлення і розвитку молоді та відповідно до пункту 15 статті 106 Конституції, Президент України підписав Указ про перетворення Державного комітету України у справах сім'ї та молоді у Міністерство України у справах сім'ї, дітей та молоді.
Відповідно до Указу Президента України від 26 лютого 2005 року № 381/2005 «Про Міністерство України у справах молоді та спорту» Міністерство України у справах сім'ї, дітей та молоді та Державний комітет України з питань фізичної культури і спорту реорганізовано у Міністерство України у справах молоді та спорту.
Відповідно до Указу Президента України від 18 серпня 2005 року № 1176 «Про Міністерство України у справах сім'ї, молоді та спорту» Міністерство України у справах молоді та спорту перейменовано у Міністерство України у справах сім'ї, молоді та спорту.
9 грудня 2010 року реорганізовано в міністерство освіти та науки, молоді та спорту України.
з липня 2013 року — Міністерство молоді та спорту України

## Керівництво
Міністерство очолює міністр, який призначається на посаду Верховною Радою України